# Hortus Musicus

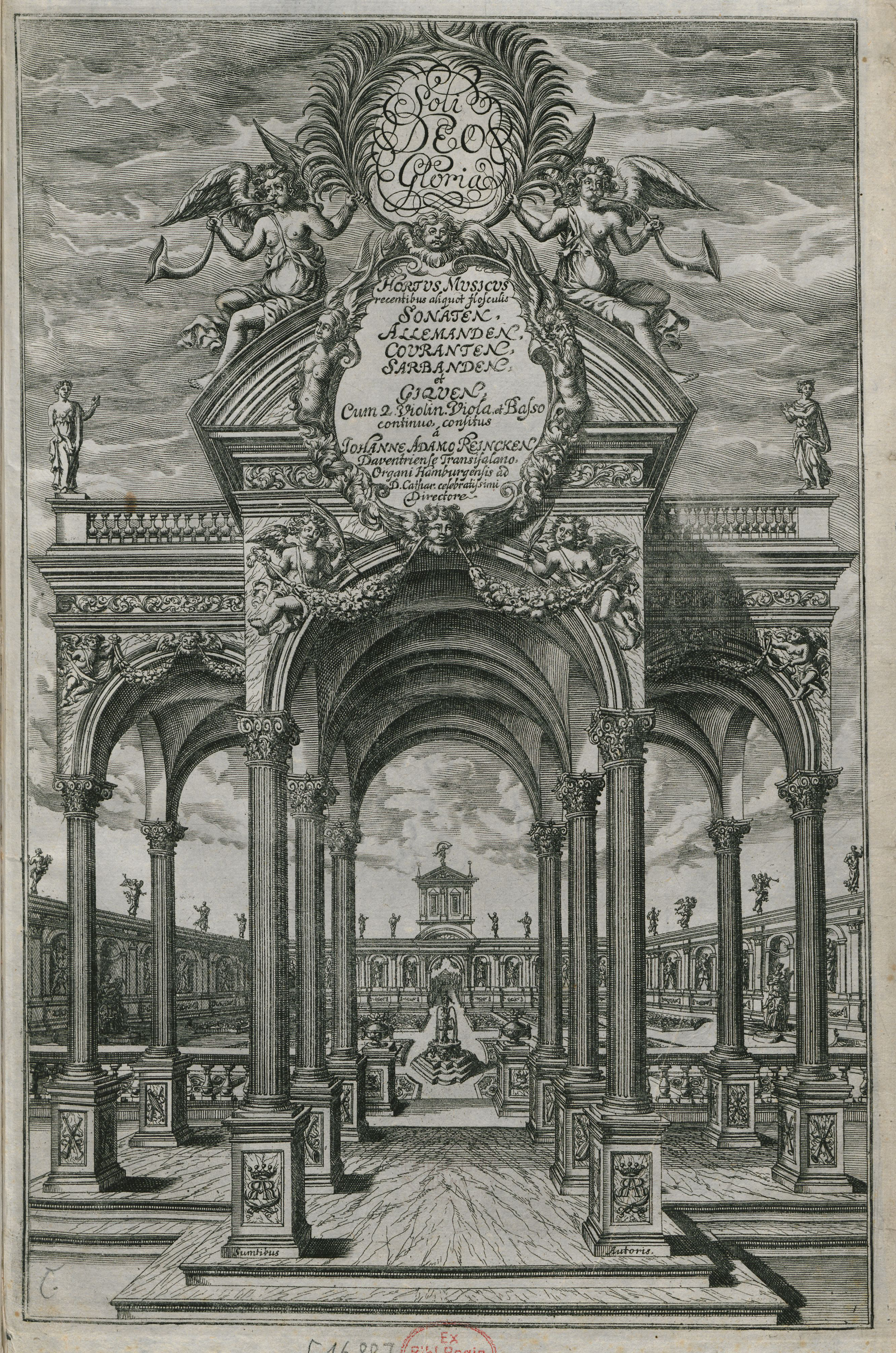
Titelkupfer des Hortus Musicus

Hortus Musicus (lat. für „Musikalischer Garten“) ist eine 1687 oder 1688 erschienene Sammlung von sechs Suiten des Komponisten Johann Adam Reincken für zwei Violinen, Viola und Basso continuo.
Der Hortus Musicus ist das einzige Werk Reinckens, das zu seinen Lebzeiten publiziert wurde.

## Aufbau
- 1. Suite in a-Moll
- 2. Suite in B-Dur
- 3. Suite in C-Dur
- 4. Suite in d-Moll
- 5. Suite in e-Moll
- 6. Suite in A-Dur

Alle sechs Suiten zeigen dieselbe Satzfolge von Sonata (Ouvertüre) – Allemand – Courant – Saraband – Gique. Alle Sätze sind im Druck fortlaufend durchnummeriert.

## Wirkungsgeschichte
Die Sammlung beeinflusste mehrere jüngere Komponisten, namentlich Johann Sebastian Bach, der mehrere Sätze der Sammlung bearbeitete oder zur Grundlage eigener Kompositionen machte (BWV 954, BWV 965 und BWV 966).
Ab 1950 veröffentlichte der Bärenreiter-Verlag unter dem Titel Hortus Musicus eine lose Reihe von Haus- und Kammermusik vom Frühbarock bis zum 19. Jahrhundert.